# نوئل ترنبول
نوئل ترنبول (انگلیسی: Noel Turnbull؛ ۲۰ دسامبر ۱۸۹۰ – ۱۷ دسامبر ۱۹۷۰) تنیس‌باز اهل بریتانیا بود.
وی در مسابقات کشوری و بین‌المللی در مجموع برندهٔ ۱ مدال طلا شده‌است.